# José de Carvajal y Lancaster

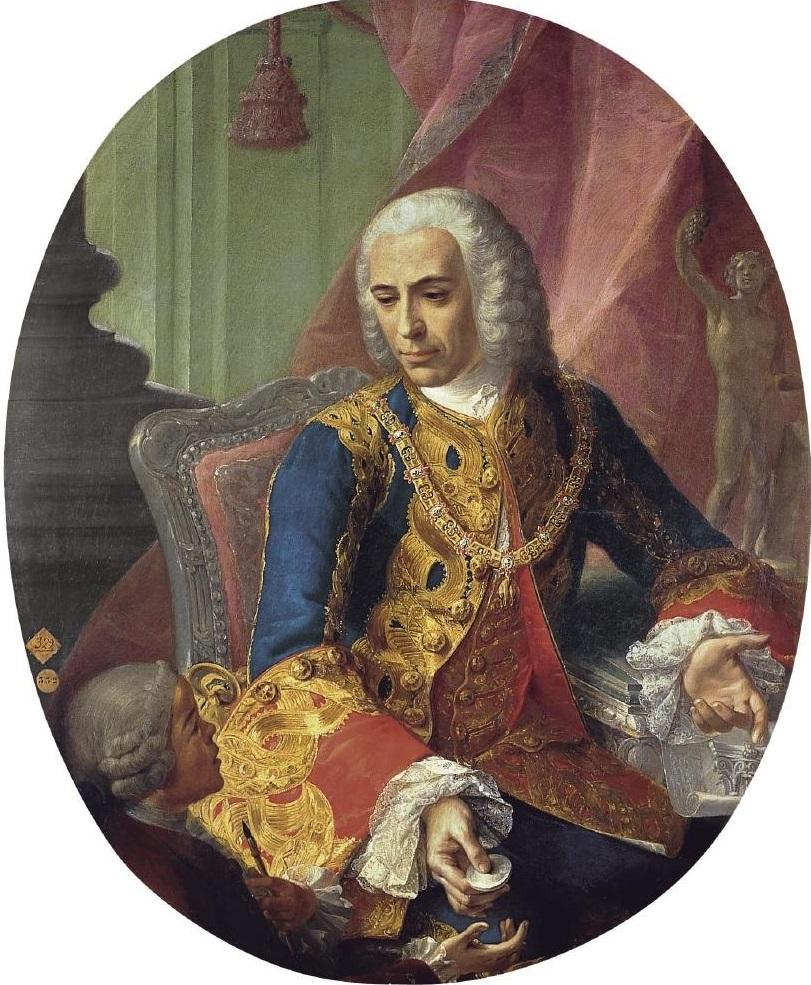
José de Carvajal y Lancaster

José de Carvajal y Lancaster (* 19. März 1698 in Cáceres, Spanien; † 8. April 1754 in Madrid, Spanien) war ein spanischer Staatsmann, der unter König Ferdinand VI. als Ministerpräsident seines Landes amtierte.

## Leben

### Familienhintergrund, Jugend und Ausbildung
José de Carvajal entstammte einer Familie des spanischen und portugiesischen Hochadels. Sein Vater war Bernardino de Carvajal, conde de Enjarda. José war das vierte von acht Kindern. Seine Mutter hieß María de Lancaster y Noroña; sie war die 4. Herzogin von Abrantes. Den Herzogstitel hatte sie von ihrem älteren Bruder geerbt, Josés Onkel mütterlicherseits also, Fernando de Alencastre Noroña y Silva, 3. Herzog von Abrantes, Herzog von Linares und Vizekönig von Neuspanien.
Josés ältester Bruder Juan Antonio de Carvajal y Lancaster erbte den Herzogstitel. Er diente als Generalleutnant der spanischen Armee und erhielt den Titel eines Markgrafen von Sarría zugesprochen. Zwei weitere Brüder und die Schwestern traten in den Dienst der Kirche.
José de Carvajal war ein kränkliches Kind, das zurückgezogen blieb und gerne las. Er studierte Rechtswissenschaft am Bartholomäus-Kolleg der Universität Salamanca. Zeit seines Lebens blieb er unverheiratet.

### Frühe Karriere
Zunächst arbeitete er als Oidor an der Real Audiencia von Valladolid. Anschließend leitete er die Kammer für Handel und Geldwesen. Unter der Protektion von Ministerpräsident José de Patiño y Morales und von Finanzminister José de Campillo y Cossío begann er seine Arbeit in der Regierungsverwaltung.
Von dort wechselte er in die Kolonialverwaltung, als Mitarbeiter im Indienrat. Er vertrat Spaniens Interessen beim Reichstag in Frankfurt (Main). 1746 ernannte ihn König Ferdinand VI. als Nachfolger von Sebastián de la Cuadra y Llarena zum Ministerpräsidenten Spaniens.

### Amtszeit als Ministerpräsident
Nachdem die aggressive Außenpolitik unter Philipp V. mit Feldzügen in Italien und dem Seekrieg in der Karibik Spanien an den Rand des Ruins getrieben hatte, verfolgte Ferdinand VI. und seine Regierung eine zurückhaltendere Linie. Carvajal suchte außenpolitisch eine neutrale Position zwischen den rivalisierenden Mächten Frankreich und Großbritannien. Innenpolitisch verfolgte er einen gemäßigten Kurs, der vor allem die Konsolidierung der zerrütteten Staatsfinanzen erreichen sollte.
Auch wenn Carvajal von seiner Persönlichkeit und Herkunft in Gegensatz zu Kriegs-, Marine- und Kolonialminister Zenón de Somodevilla y Bengoechea, dem Marqués de la Ensenada, stand, verfolgten beide die gleichen Interessen und ergänzten sich in günstiger Weise.
Zu den Errungenschaften von Carvajals Regierungszeit zählt der Abschluss des Konkordats mit dem Heiligen Stuhl 1750.
Auch am Vertrag von Madrid (1750) war Carvajal in seiner Funktion als Außenminister maßgeblich beteiligt. Spanien und Portugal regelten darin ihre Grenzen in Südamerika neu, nachdem Gebietsstreitigkeiten um die Colonia de Sacramento und in Paraguay immer wieder zu kriegerischen Auseinandersetzungen am Río de la Plata geführt (Spanisch-Portugiesischer Krieg (1735–1737)) hatten.
Auch als Förderer der schönen Künste trat er in Erscheinung. Von 1751 bis zu seinem Tode war er Direktor der Real Academia de Bellas Artes de San Fernando und er zählte zu den treibenden Kräften für den Bau eines ersten Botanischen Gartens in Madrid.
Er veröffentlichte mehrere Bücher: Testamento Político (1745), Mis Pensamientos (1752) und Representación (geschrieben 1752, gedruckt postum 1787).
José de Carvajal starb im Amt im April 1754.